# Ann Reinking
Ann Reinking (Seattle, 10 november 1949 – Woodinville, 12 december 2020) was een Amerikaans actrice, danseres en choreografe. Ze is bekend geworden van haar rollen in Broadway shows als Chicago, A Chorus Line), Cabaret. Ze werkte veel samen met Bob Fosse. 
Reinking won een Olivier Award in de categorie "Beste theaterchoreograaf". Ze won een Tony Award voor de "Beste choreografie" bij de musical Chicago. 
Ze speelde in een aantal films, waaronder All That Jazz, Annie en Micki & Maude.

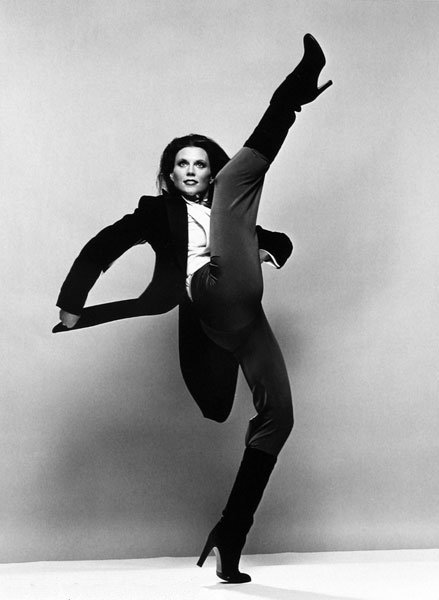
Ann Reinking

Reinking was vier keer gehuwd. Reinking woonde nog even in Phoenix en overleed in december 2020 op 71-jarige leeftijd.
- Bibsys: 98043295
- Biblioteca Nacional de España: XX1732992
- Bibliothèque nationale de France: cb14219752m (data)
- Gemeinsame Normdatei: 142299774
- International Standard Name Identifier: 0000 0001 1491 0417
- Library of Congress Control Number: n82130565
- MusicBrainz: 33c650ae-e6e4-40b7-8388-d5b41454d394
- Nationale Bibliotheek van Tsjechië: xx0178539
- Nationale Bibliotheek van Israël: 987007327136605171
- Nederlandse Thesaurus van Auteursnamen: 256519323
- Système universitaire de documentation: 059754745
- Virtual International Authority File: 44511241
- WorldCat: E39PBJc3BGdyw4BCHGhp9kmKh3